# Méliphage obscur
Caligavis obscura
Espèce
Statut de conservation UICN

 LC  : Préoccupation mineure
Le Méliphage obscur (Caligavis obscura, anciennement Lichenostomus obscurus) est une espèce de passereaux de la famille des Meliphagidae.

## Répartition
Cette espèce est présente sur l'île de Nouvelle-Guinée.

## Habitat
Il habite les forêts humides tropicales et subtropicales.

## Taxinomie
À la suite des travaux phylogéniques de Nyári et Joseph (2011), cette espèce est déplacée du genre Lichenostomus vers le genre Caligavis par le Congrès ornithologique international dans sa classification de référence version 3.4 (2013).

### Sous-espèces
D'après le Congrès ornithologique international, cette espèce est constituée des deux sous-espèces suivantes :
- Caligavis obscura obscura (De Vis) 1897
- Caligavis obscura viridifrons (Salomonsen) 1966